# دهستان خرقان شرقی
دهستان خرقان شرقی نام دهستانی در بخش آبگرم شهرستان آوج، استان قزوین در ایران است. براساس سرشماری مرکز آمار ایران در سال ۱۳۸۵، جمعیت آن ۵٬۴۷۸ نفر (۱٬۴۵۷ خانوار) بوده‌است.